# Fejzullah Hadžibajrić
Fejzullah Hadžibajrić, född 1913 i Sarajevo, död 1990, var en rättslärd (alim) i islam och sufimästare (shaykh) i qadari sufiorden.

## Biografi
Hadžibajrićs familj flyttade till Sarajevo från Užice, en stad som ligger i dagens Serbien och som var starkt präglad av islamisk-osmansk kultur och inte minst sufismen. 
Hadžibajrić påbörjade sin utbildning i grundskola (ruždija) och fortsatte sedan på en handelsskola, men övergick därefter till Gazi Husrevbegs madrassa, den mest kända islamiska högskolan i dåvarande Jugoslavien. Han avslutade sin utbildning 1933 och började läsa på Islamiska teologiska högskolan (VIŠT) som öppnades 1936. 
Inför sin professor Ahmed Burek avslutade Hadžibajrić alla föreskrivna ämnen enligt det klassiska islamiska systemet och fick sitt betyg (idžazetnama) 1944. Efter starten av orientaliska filologin vid universitet i Sarajevo 1950 började Hadžibajrić åter att studera och avslutade sina studier i arabiska, turkiska och persiska språk samt litteratur. Hadžibajrić var en av de sista lärda sufischejkerna i Bosnien som behärskade de båda konventionella islamiska ämnena orientaliska språk och sufism.

## Karriär

### Islamsk utbildare
Efter avslutade studier vid madrassan i Sarajevo började Hadžibajrić som lärare och från 1943 arbetade han inom Ulema medžlis som ansvarig för religiös utbildning i grundskolor. Han var också sekreterare och undervisade i pedagogik och metodik vid den regionala madrassan i Sarajevo (1936–1945), samt vid Gazi Husrevbegs madrassa 1941–1942, och från och med 1946 tills madrassan stängdes 1949. 
Hadžibajrić var ansvarig för koranläsning enligt föreskrifterna för Gazi Husrevbegs stiftelse i sin moské. Mellan 1976 och 1989 arbetade han ideellt för Gazi Husrevbegs bibliotek med skrifter på arabiska, turkiska och persiska. Från 1972 började han hålla föreläsningar (ders) ur hadith-samlingar (oftast från arabiska, ibland från turkiska).
Från 1933 och under resten av sitt liv var Fejzullah Hadžibajrić böneledare (imam) i någon av Sarajevos moskéer. År 1936 träffade Hadžibajrić en lärd sufimästare från Kosovo, Selim Sami Jašar, under dennes besök i Sarajevo. År 1939 blev Hadžibajrić initierad i dervischorden qadari genom att avlägga deras ed (bay-at). Hadžibajrić förklarades som sufischejk i qadari-orden 1965 av shejk Seyyid Muhyuddin Ensari Erzincani från Ali Baba Tekke i Kasim Pasa i Istanbul. Hadžibajrić fick även en bekräftelse från qadari-centralen i Bagdad av shayk Sayyid Yusuf, som var dåvarande huvudshaykh av qadariorden.

### Akademi
Hadžibajrić började sina föreläsningar i Djelaluddin Rumis Mesnevi 1965. De två första volymerna av Mesnevi på bosniska publicerades för första gången 1985 respektive 1987. Som en del av aktiviteter knutna till sufigestalten och poeten Rumi, grundade Fejzullah akademin Shebi Arus som höll sammankomster varje år den 17 december (Rumis dödsdatum). I samband med akademin publicerades varje år föreskriften med samma namn med vetenskapliga artiklar och information om sufiska aktiviteter i regionen. En del var också en passande föreläsning ur Mesnevi. [källa behövs]
Hadžibajrić skrev sin första artikel i tidskriften Pravda 1936. Därefter skrev han nästan 200 artiklar, översättningar och monografier av olika slag som publicerades. År 1964 utkom Fejzullahs Ilmihal (”islams grunder”). Ilmihal blev det första läromedlet för barn, ungdomar och vuxna som strax efter andra världskriget frivilligt deltog i undervisning för det Islamska samfundets räkning i Jugoslavien. Ilmihal publicerades på albanska för albansktalande muslimer i Kosovo, Makedonien med flera. Hans Ilmihal på svenska utkom i två upplagor.
Hadžibajrićs näst viktigaste verk anses vara Tesavvuf, som avhandlar islamsk esoterism. Han har skrivit och översatt ett tiotal texter om människans andliga resa mot Gud, sju själars stadier (seyri-suluk). Därefter  publicerade han texter om de stora och kända sufiska gestalterna, som Ibn 'Arabi, Mevlana Djelaluddin Rumi, Ruzbihan Baqli, Hafiz Shirazi samt en rad inhemska personligheter, författare, sufier och andra. 
En särskild del av hans författarskap spenderades åt att avhandla sin mästare inom sufiska traditionen, Selim Sami, och hans opublicerade verk. Hadžibajrićs bosniska översättningar av Selim Samis arbeten presenterade denna författare för första gången för en bredare läsekrets.
Hadžibajrić grundade Tariqacentrum i Sarajevo 1977 i syftet att koordinera och samarbeta med det Islamiska samfundet i Bosnien och på samma gång återförena sufiska församlingar med samfundet. Det lyckades han med år 1990, han avled kort därefter.